# Autrechêne
Cet article possède un paronyme, voir Autrèche.
Autrechêne est une commune française située dans le département du Territoire de Belfort, la région culturelle et historique de Franche-Comté et la région administrative Bourgogne-Franche-Comté.
La commune, qui dépend du canton de Grandvillars, est née le 1er janvier 1973 de la fusion de la commune d'Eschêne-Autrage et de celle de Rechotte.

## Géographie
Les trois hameaux sont situés dans une plaine où serpente la Bourbeuse, petite rivière résultant de la rencontre de la Madeleine et de la Saint-Nicolas, confluant à Autrage même. Ils rassemblaient 212 habitants en 1999.

### Climat
Pour des articles plus généraux, voir Climat de la Bourgogne-Franche-Comté et Climat du Territoire de Belfort.
En 2010, le climat de la commune est de type climat des marges montargnardes, selon une étude du Centre national de la recherche scientifique s'appuyant sur une série de données couvrant la période 1971-2000. En 2020, Météo-France publie une typologie des climats de la France métropolitaine dans laquelle la commune est exposée à un climat semi-continental et est dans la région climatique Vosges, caractérisée par une pluviométrie très élevée (1 500 à 2 000 mm/an) en toutes saisons et un hiver rude (moins de 1 °C).
Pour la période 1971-2000, la température annuelle moyenne est de 9,7 °C, avec une amplitude thermique annuelle de 17,5 °C. Le cumul annuel moyen de précipitations est de 1 110 mm, avec 12 jours de précipitations en janvier et 10,5 jours en juillet. Pour la période 1991-2020, la température moyenne annuelle observée sur la station météorologique de Météo-France la plus proche, « Novillard_sapc », sur la commune de Novillard à 2 km à vol d'oiseau, est de 10,7 °C et le cumul annuel moyen de précipitations est de 909,2 mm. 
La température maximale relevée sur cette station est de 38 °C, atteinte le 4 août 2022 ; la température minimale est de −18,1 °C, atteinte le 20 décembre 2009,,.
Les paramètres climatiques de la commune ont été estimés pour le milieu du siècle (2041-2070) selon différents scénarios d'émission de gaz à effet de serre à partir des nouvelles projections climatiques de référence DRIAS-2020. Ils sont consultables sur un site dédié publié par Météo-France en novembre 2022.

## Urbanisme

### Typologie
Au 1er janvier 2024, Autrechêne est catégorisée commune rurale à habitat dispersé, selon la nouvelle grille communale de densité à sept niveaux définie par l'Insee en 2022.
Elle est située hors unité urbaine. Par ailleurs la commune fait partie de l'aire d'attraction de Belfort, dont elle est une commune de la couronne,. Cette aire, qui regroupe 91 communes, est catégorisée dans les aires de 50 000 à moins de 200 000 habitants,.

### Occupation des sols
L'occupation des sols de la commune, telle qu'elle ressort de la base de données européenne d’occupation biophysique des sols Corine Land Cover (CLC), est marquée par l'importance des territoires agricoles (79,1 % en 2018), en diminution par rapport à 1990 (87,8 %). La répartition détaillée en 2018 est la suivante : prairies (54,9 %), terres arables (17,1 %), forêts (12,2 %), zones urbanisées (8,7 %), zones agricoles hétérogènes (7,1 %). L'évolution de l'occupation des sols de la commune et de ses infrastructures peut être observée sur les différentes représentations cartographiques du territoire : la carte de Cassini (XVIIIe siècle), la carte d'état-major (1820-1866) et les cartes ou photos aériennes de l'IGN pour la période actuelle (1950 à aujourd'hui).

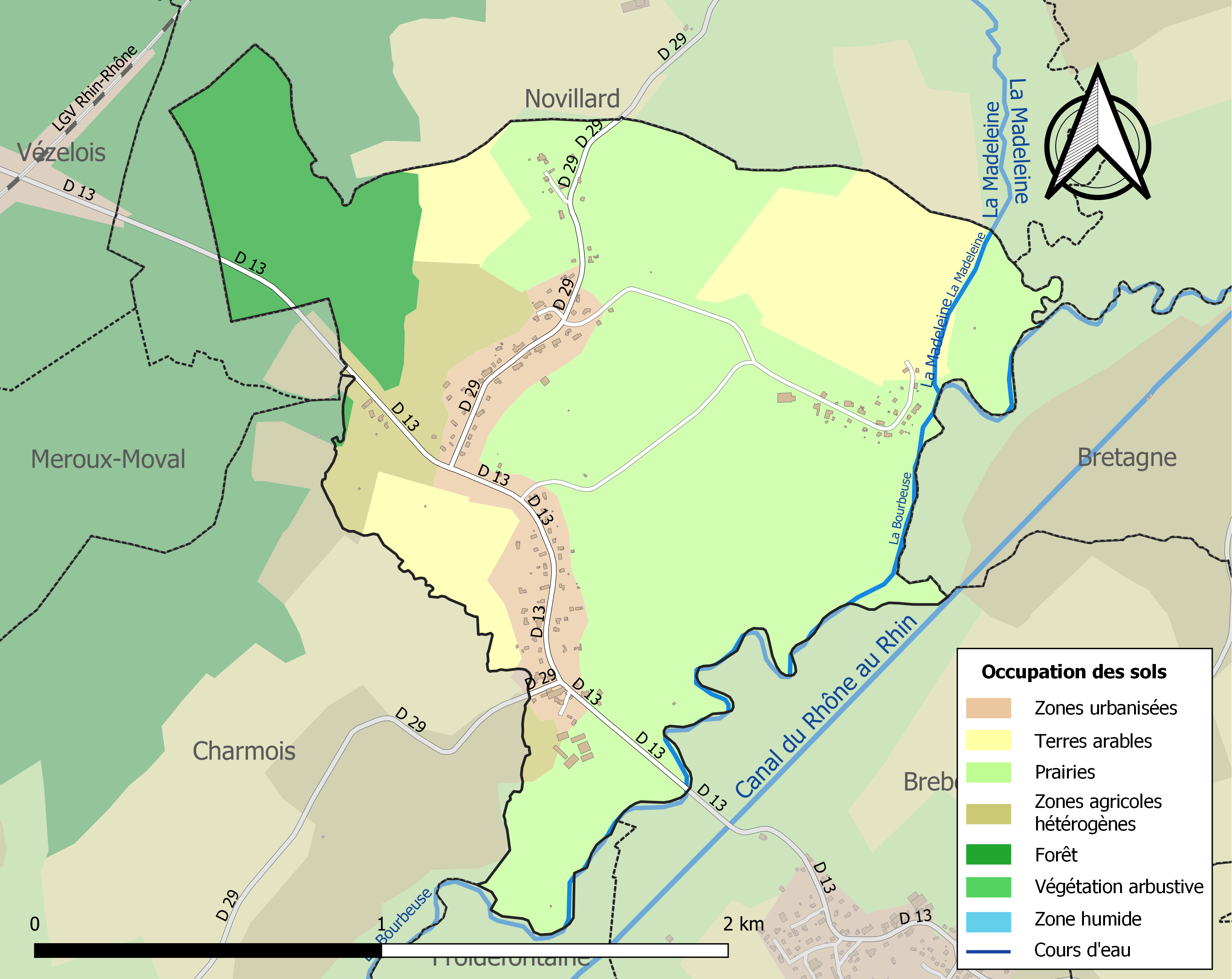
Carte des infrastructures et de l'occupation des sols de la commune en 2018 (CLC).

## Toponymie
Le nom d'Eschêne vient sans doute de la forêt de chênes au sein de laquelle le village s'est développé, comme le laisse penser le nom (de Quercubus) sous lequel le lieu est désigné dans la charte de dotation du prieuré de Froidefontaine en 1105. Il était alors rattaché à Grosne. Dans les documents rédigés en allemand lors de la domination autrichienne, c'est le nom de Eichen, que l'on peut traduire par les chênes, qui est utilisé. Eschêne et Autrage, qui dépendaient un moment du seigneur de Montreux, ont fait aussi partie de la mairie et de la paroisse de Novillard après la fondation de celui-ci.

## Histoire

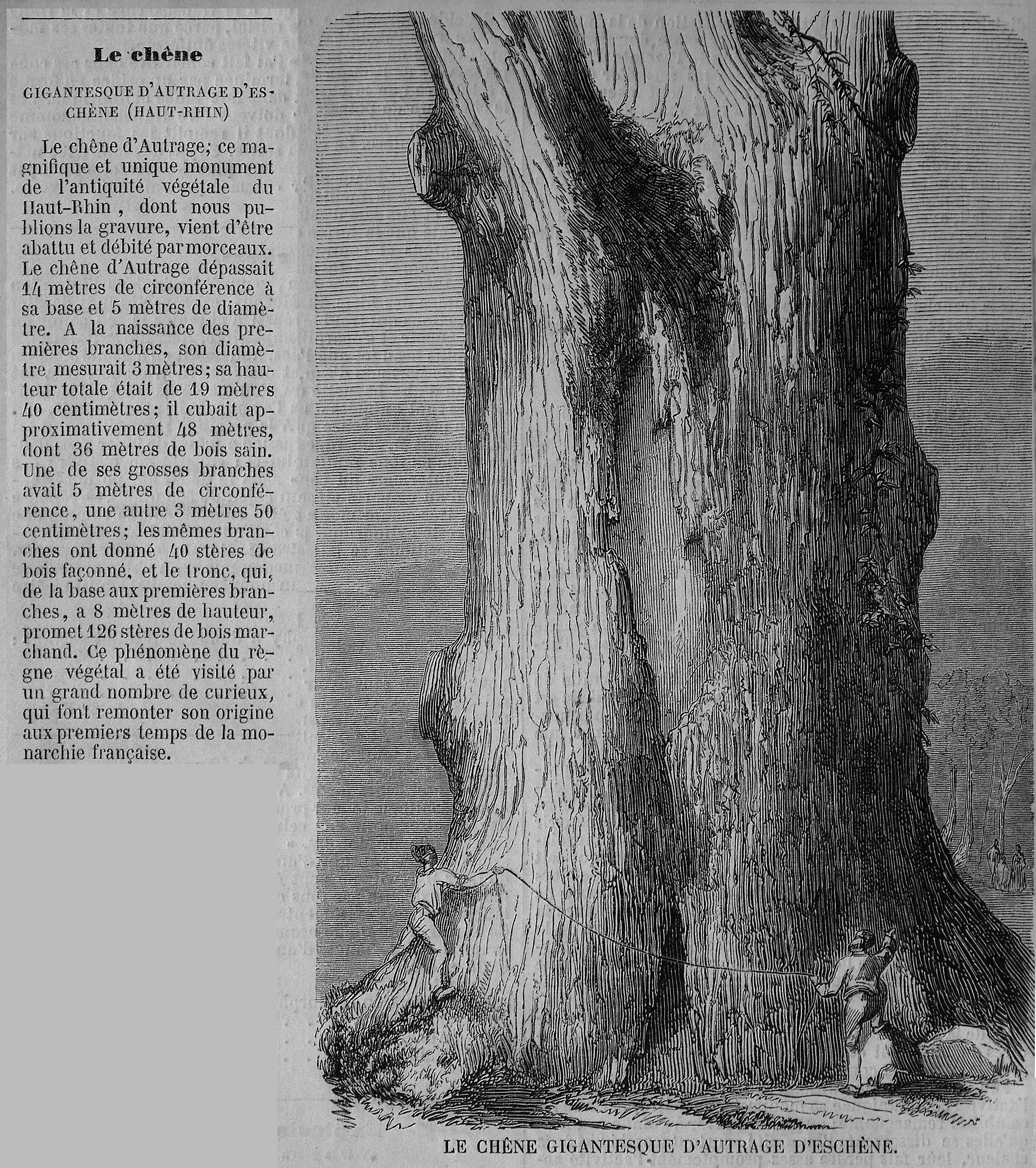
Le Chêne, gravure parue dans L'Illustration, nO828, 8 janvier 1859.

### Eschêne et Autrage
Au printemps de 1858, le maire du village, qui avait sans doute plus de muscles que de cervelle, décida d'abattre seul un chêne gigantesque que l'on classerait aujourd'hui comme monument historique et qui constituait alors une curiosité pour les visiteurs venant parfois de loin pour le voir et une fierté pour les habitants du coin. Il mesurait 20 mètres de haut et plus de 15 mètres de circonférence et avait sans doute vu s'éloigner les dernières hordes de barbares.

### Rechotte
Le village serait né vers le XIIe siècle dans une clairière ayant appartenu au prieuré de Froidefontaine. En 1345, il est désigné sous le nom de Richemont. Par la suite, il dépend de la mairie et de la paroisse de Novillard. Le petit territoire de Rechotte était pratiquement enclavé dans celui d'Eschêne-Autrage. En 1803, le village comptait 60 habitants et n'en avait plus que 32 en 1962.

## Politique et administration

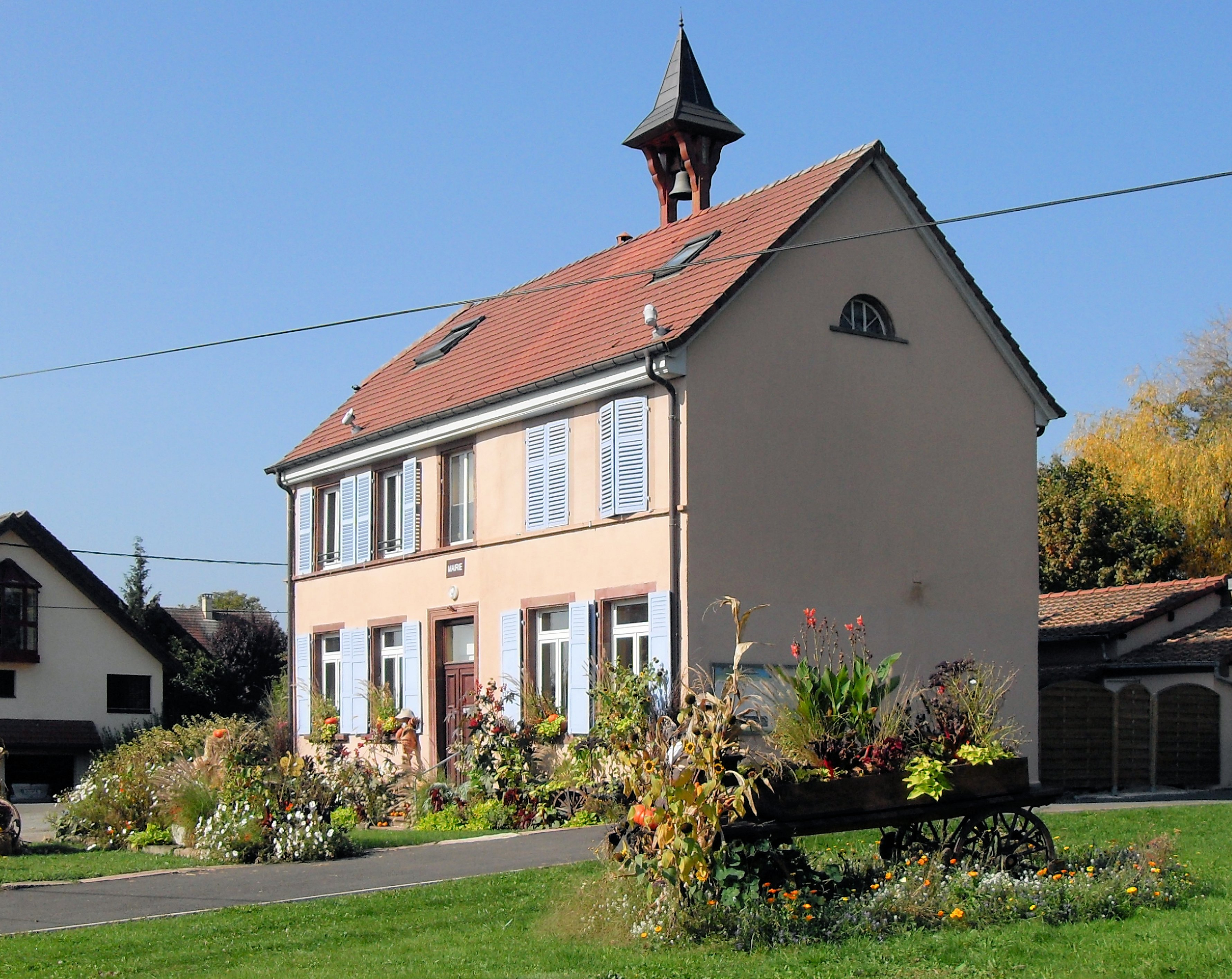
La mairie d'Autrechêne.

| Période                                  | Période  | Identité         | Étiquette | Qualité |
| ---------------------------------------- | -------- | ---------------- | --------- | ------- |
| Les données manquantes sont à compléter. |          |                  |           |         |
| avant 1981                               |          | Raymond Monnier  |           |         |
| mars 2001                                | mai 2020 | Pierre Rey       |           |         |
| mai 2020                                 | En cours | Corinne Aymonier |           |         |

## Population et société

### Démographie
L'évolution du nombre d'habitants est connue à travers les recensements de la population effectués dans la commune depuis 1793. Pour les communes de moins de 10 000 habitants, une enquête de recensement portant sur toute la population est réalisée tous les cinq ans, les populations de référence des années intermédiaires étant quant à elles estimées par interpolation ou extrapolation. Pour la commune, le premier recensement exhaustif entrant dans le cadre du nouveau dispositif a été réalisé en 2008.

En 2022, la commune comptait 279 habitants, en évolution de −1,06 % par rapport à 2016 (Territoire de Belfort : −2,78 %, France hors Mayotte : +2,11 %).
| 1793 | 1800 | 1806 | 1821 | 1831 | 1836 | 1841 | 1846 | 1851 |
| ---- | ---- | ---- | ---- | ---- | ---- | ---- | ---- | ---- |
| 54   | 59   | 71   | 68   | 70   | 68   | 76   | 80   | 74   |

| 1856 | 1861 | 1866 | 1872 | 1876 | 1881 | 1886 | 1891 | 1896 |
| ---- | ---- | ---- | ---- | ---- | ---- | ---- | ---- | ---- |
| 69   | 67   | 69   | 76   | 77   | 89   | 83   | 76   | 79   |

| 1901 | 1906 | 1911 | 1921 | 1926 | 1931 | 1936 | 1946 | 1954 |
| ---- | ---- | ---- | ---- | ---- | ---- | ---- | ---- | ---- |
| 57   | 60   | 61   | 40   | 48   | 40   | 36   | 33   | 36   |

| 1962 | 1968 | 1975 | 1982 | 1990 | 1999 | 2006 | 2008 | 2013 |
| ---- | ---- | ---- | ---- | ---- | ---- | ---- | ---- | ---- |
| 40   | 45   | 123  | 146  | 154  | 210  | 275  | 294  | 287  |

| 2018 | 2022 | - | - | - | - | - | - | - |
| ---- | ---- | - | - | - | - | - | - | - |
| 277  | 279  | - | - | - | - | - | - | - |

## Culture locale et patrimoine

### Lieux et monuments
Début 2017, la commune est « réputée sans clochers ».

### Héraldique
|  | Les armes de la commune se blasonnent ainsi : La commune conserve deux blasons après fusion : Eschêne-Autrage : de sinople au chêne d'or englanté de gueules. Rechotte : d'azur au coq contourné d'or, crêté, barbé, becqué et membré de gueules |

## Pour approfondir